# Korg
Korg je japonský výrobce elektronických hudebních nástrojů. Firmu v roce 1962 založili Cutomu Kató a Tadaši Osanai. Jejím nejvýznamnějším produktem byl digitální syntezátor Korg M1 vyráběný v letech 1988–1994. Celkem bylo prodáno přes 250 000 kusů tohoto modelu. Jde o nejprodávanější syntezátor vůbec. Mimo tohoto firma vyrábí mnoho dalších modelů.